# Transformator pięciokolumnowy
Transformator pięciokolumnowy – jest to transformator energetyczny, który w odróżnienia od trójkolumnowego posiada 5 kolumn. Uzwojenia znajdują się na środkowych 3 kolumnach.
Stosowanie transformatorów 5-kolumnowych pozwala na budowę względnie małogabarytowych jednostek przy zachowaniu dużych mocy. Wprowadzenie dodatkowych, zewnętrznych kolumn nieuzwojonych pozwala zmniejszyć powierzchnię przekroju jarzm poziomych i tym samym o około 15% obniżyć wysokość całego transformatora.
Innym pozytywnym efektem stosowania rdzenia pięciokolumnowego jest zmniejszenie strat dodatkowych w rdzeniu i elementach konstrukcyjnych transformatora. Nieuzwojone kolumny zewnętrzne łączą jarzmo górne z jarzmem dolnym transformatora i stanowią dla jednakofazowych strumieni magnetycznych drogę o małej reluktancji. Strumienie te przy konstrukcji trójkolumnowej transformatora zmuszone są do wychodzenia z rdzenia i zamykania się przez powietrze (olej) oraz elementy konstrukcyjne transformatora. Występowanie strumieni jednakofazowych w kolumnach zewnętrznych transformatora pięciokolumnowego może pociągnąć za sobą silne zniekształcenie gwiazdy napięć fazowych. By tego uniknąć uzwojenia pierwotne lub wtórne łączy się w trójkąt lub po stronie pierwotnej stosuje się połączenie w gwiazdę z przewodem zerowym. Niekiedy też stosuje się specjalnie do tego celu przeznaczone uzwojenia, które łączy się w trójkąt.
Obecnie odchodzi się w energetyce od budowy transformatorów wielkiej mocy w wykonaniu pięciokolumnowym. Takie konstrukcje rdzeni powstają natomiast przy budowaniu obwodów magnetycznych trójfazowych transformatorów małej mocy z popularnych rdzeni zwijanych.